# Zaccaria Giacometti
Zaccaria Giacometti (Stampa, 26 settembre 1893 – Zurigo, 10 agosto 1970) è stato un giurista svizzero e un importante esponente della teoria liberaldemocratica.

## Biografia

### Infanzia nella famiglia di artisti Giacometti
Zaccaria Giacometti era il secondo figlio del maestro Zaccaria Giacometti (1856-1897) e di Cornelia Stampa (1868-1905). All'età di dodici anni rimase orfano di entrambi i genitori. Dopo la morte della madre, Zaccaria e suo fratello, maggiore di quattro anni, trovarono vitto e alloggio presso Rodolfo Baldini, fratello della nonna materna.
Zaccaria era imparentato con tutti gli artisti Giacometti sia attraverso la linea materna che attraverso quella paterna: Giovanni Giacometti (1868-1933) era un cugino di secondo grado e la moglie di Giovanni, Annetta, era la zia di Zaccaria. I figli di Annetta, Alberto (1901-1966), Diego (1902-1985) e l'architetto Bruno (1907-2012) erano cugini di Zaccaria. Visse con loro per così dire come «fratello maggiore». La conseguenza fu, che Zaccaria è l’unico professore di diritto pubblico che è spesso stato ritratto da famosi artisti. 
I genitori defunti e una nonna lasciarono ai due ragazzi un patrimonio considerevole che rendeva possibile una formazione adeguata. Zaccaria Giacometti lasciò la Bregaglia all'età di 14 anni. Dal 1907 al 1914 frequentò il ginnasio della Scuola media evangelica a Schiers, che lasciò a Pasqua con la maturità. Siccome Zaccaria s'interessava di teologia e filosofia, in primo luogo intendeva studiare filosofia.

### Studi
Il 28 aprile del 1914 Giacometti s'immatricolò nella facoltà di filosofia dell'Università di Basilea, ma nel semestre invernale del 1915/1916 cambiò per la facoltà di giurisprudenza. Il 13 luglio andò poi da Basilea all'Università di Zurigo e terminò lì i suoi studi nel 1919 con il dottorato (Dr. iur.). A Zurigo diventò l'allievo di Fritz Fleiner (1867-1937), famoso professore di diritto pubblico e scrisse una tesi sulla separazione tra Chiesa e Stato. La tesi d'abilitazione del 1924 trattò dell'argomento sull'espansione del diritto pubblico in confronto al diritto civile nella giurisdizione del Tribunale federale.
Nel 1923 sposò Gertrud Mezger (1897-1973), la figlia del direttore della FFS (Ferrovie federali svizzere) di Zurigo; il matrimonio rimase senza figli. Anche sua moglie studiò giurisprudenza; si erano conosciuti nella casa di Fritz Fleiner.

### Professore a Zurigo
Nel 1920 Giacometti lavorò nell'Ufficio federale di giustizia del DFGP (Dipartimento federale di giustizia e polizia) come funzionario federale provvisorio e dal 1920 al 1922 fu assistente privato di Fritz Fleiner per il compimento della sua grande opera «Bundesstaatsrecht». Dal 1922 al 1927 lavorò alla Zürich assicurazioni, infortuni e responsabilità civile generale come segretario di direzione della sede principale. Nel 1927 il governo cantonale nominò Giacometti professore straordinario per il diritto pubblico ed ecclesiastico. Dal 1934 al 1936 funse come decano della facoltà di giurisprudenza; nel 1936 diventò professore ordinario come successore di Fleiner e nel 1954/55 fu rettore dell'università.
Nel 1960 Giacometti si ammalò e si dimise nel 1961 dal suo insegnamento. A causa del suo stato di salute che stava peggiorando non fu in grado di accettare il dottorato d'onore dell'Università di San Gallo nel 1962. 
Il 10 agosto 1970 Giacometti morì dopo una lunga sofferenza a Zurigo. La sua tomba si trova in Bregaglia nel cimitero della chiesa San Giorgio di Borgonovo. Gli eredi di Zaccaria Giacometti donarono la sua biblioteca scientifica alla biblioteca della facoltà di giurisprudenza dell'Università di Zurigo.

## Lavoro
Giacometti rappresentò una teoria liberaldemocratica dello Stato.  Sulla base dell'influenza del patrimonio di idee dell'Illuminismo, della Rivoluzione francese e del liberalismo francese del XIX secolo, si impegnò specialmente in favore della separazione dei poteri, delle libertà fondamentali e della democrazia. Con forza criticò i decreti federali negli anni 1930-1940 in materia di diritto economico sottoposti alla clausola d'urgenza per il fatto che violavano la separazione dei poteri e i diritti democratici dei cittadini. Le sue opinioni liberali sulla filosofia politica si basavano soprattutto sulla filosofia di Immanuel Kant e in dimensione limitata sul Neokantianismo di Hans Kelsen. In questo modo Giacometti assunse sempre più il ruolo di guardiano della libertà e della democrazia e insistette sul loro condizionamento reciproco.  Di conseguenza disapprovò i decreti e la prassi del regime dei pieni poteri durante la seconda guerra mondiale giudicandoli anticostituzionali, dato che la Costituzione federale non prevedeva alcun diritto di emergenza.

## Pubblicazioni (selezione)
- Die Genesis von Cavours Formel Libera chiesa in libero stato, Zürich, 1919 (dissertazione).
- Über die Grenzziehung zwischen Zivilrechts- und Verwaltungsrechtsinstituten in der Judikatur des schweizerischen Bundesgerichts, Tübingen, 1924 (tesi d'abilitazione).
- Die Auslegung der schweizerischen Bundesverfassung. Antrittsrede gehalten am 11,  Juli 1925 (Recht und Staat in Geschichte und Gegenwart. Bd. 39), Tübingen, 1925.
- Quellen zur Geschichte der Trennung von Staat und Kirche, Tübingen, 1926.
- Das öffentliche Recht der Schweizerischen Eidgenossenschaft, Sammlung der wichtigeren Bundesgesetze, Bundesbeschlüsse und Bundesverordnungen staatsrechtlichen und verwaltungsrechtlichen Inhalts, systematisch zusammengestellt, mit Verweisungen und Sachregister, Zürich, 1930; 2. Auflage 1938.
- Die Verfassungsgerichtsbarkeit des Schweizerischen Bundesgerichtes: Die staatsrechtliche Beschwerde, Zürich, 1933.
- Das Staatsrecht der schweizerischen Kantone, Zürich, 1941, Nachdruck, 1979.
- Das Vollmachtenregime der Eidgenossenschaft, Zürich, 1945.
- Schweizerisches Bundesstaatsrecht, Neubearbeitung der ersten Hälfte des gleichnamigen Werkes von F. Fleiner, Nachdruck der Ausgabe von 1949, Zürich, 1965; weitere Nachdrucke in den Jahren 1969, 1976 sowie 1978.
- Allgemeine Lehren des rechtsstaatlichen Verwaltungsrechts: Allgemeines Verwaltungsrecht des Rechtsstaates, Zürich, 1960.
- Ausgewählte Schriften. Hrsg. von Alfred Kölz. Zürich 1994, mit einer Würdigung des Herausgebers (p. 331 segg.).